# Wolfgang Bartels (Politiker, 1903)
Wolfgang Bartels (* 23. August 1903 in Münster; † 13. Dezember 1975 in Bochum) war ein deutscher Politiker der CDU.

## Leben
Bartels, der als Sohn des Konsistorialpräsidenten der evangelischen Kirche von Westfalen Gottfried Bartels evangelischen Glaubens war, studierte nach dem Abitur in Heidelberg und Graz Rechtswissenschaften. Während seines Studiums wurde er Mitglied im Verein Deutscher Studenten Münster.
1925 wurde er an der Universität Münster mit der 43-seitigen Dissertation „Das presbyterial-synodale, das konsistoriale und das episkopale Element und ihre Verbindung in der neuen Verfassung für die Evangelische Kirche der Alt-Preußischen Union“ promoviert. Der Promotion folgte 1928 das Assessor-Examen in Berlin. Nach einem Jahr Tätigkeit als Richter ließ er sich 1929 in Bochum als Rechtsanwalt nieder. Dort wurde 1931 sein Sohn, der spätere Geograph Dietrich Bartels, geboren. Im Zweiten Weltkrieg wurde er von 1939 bis 1941 zum Kriegsdienst herangezogen.
Nach dem Krieg nahm Bartels seine Rechtsanwaltstätigkeit wieder auf und wurde zusätzlich Notar.
Bartels trat zum 1. Mai 1933 der NSDAP bei (Mitgliedsnummer 3.128.343) und wurde später Mitglied der CDU. Er war von 1953 bis 1956 stellvertretender Kreisvorsitzender der CDU in Bochum und Vorsitzender des CDU-Wirtschaftsausschusses in der Stadt.
Bartels war lange Jahre Stadtverordneter in Bochum. Von 1957 bis 1961 gehörte er dem Deutschen Bundestag an.
Er war verheiratet und hatte zwei Kinder.